# Convento de Santa Maria de Almoster

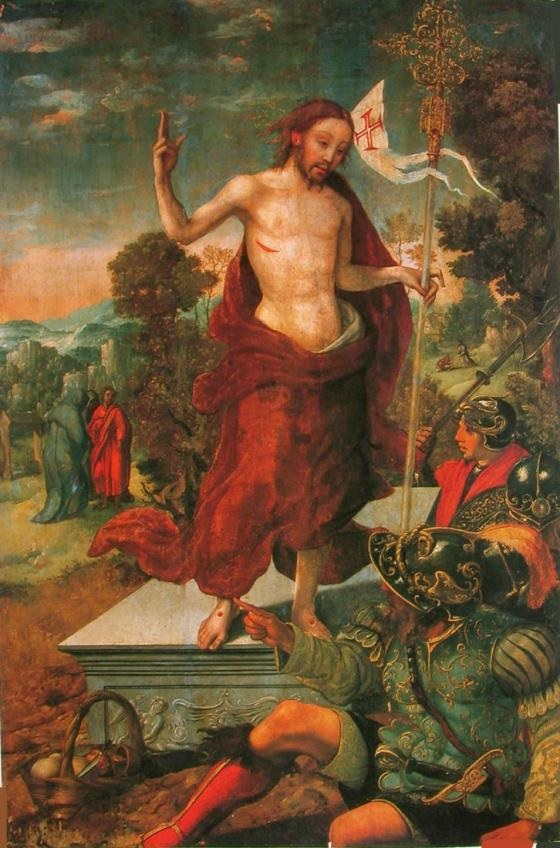

O Real Mosteiro de Santa Maria de Almoster (o seu nome oficial no seio da Congregação de Alcobaça, à qual pertencia), também referido como Convento de Santa Maria de Almoster, Igreja Paroquial de Almoster e Igreja de Santa Maria, situa-se em Almoster, freguesia do município de Santarém.
Este mosteiro gótico, fundado no século XIII e extinto em 1834, acolheu monjas da Ordem de Cister. A parte do conjunto que chegou aos dias de hoje, que inclui a igreja e as ruínas do claustro, está classificada como Monumento Nacional desde 1920.

## História
O mosteiro foi fundado em 1289 por D. Berengária Aires, aia da Rainha Santa Isabel e mulher de D. Rodrigo Garcia, em cumprimento do desejo testamental da sua mãe, D. Sancha Pires. As obras resultaram da iniciativa conjunta da fundadora e da Rainha Santa, tendo esta última mandado edificar o claustro e a enfermaria. Após a conclusão das obras, a rainha continuou a manifestar interesse pelo mosteiro, deixando-lhe em testamento cerca de mil libras. A data de conclusão das obras é desconhecida, sabendo-se apenas que, quando da morte da fundadora em 1210, aquelas ainda não tinham terminado.
Logo desde a sua fundação, o mosteiro cisterciense assumiu uma grande importância em toda a região, como se comprova pela cobrança de dízimos e pelo recebimento de um foro de uma galinha por habitação erguida no Couto de Almoster, em vigor até à extinção. De entre as várias religiosas que aqui professaram, há a destacar D. Violante Gomes, mãe de D. António, Prior do Crato.
O edifício foi alvo de diversas campanhas de obras ao longo dos séculos, que lhe vieram alterar a austeridade primitiva característica dos mosteiros cistercienses. Logo no século XVI, foi construído o coro por Bernardo Anes, em 1525. A lápide de Gil Eanes da Costa e da mulher, colocada na capela-mor da igreja, data de 1542. No século XVII, foi levada a cabo a campanha de colocação dos painéis de azulejaria e dos retábulos e nichos revestidos por talha dourada barroca. Ainda deste século datam a fonte da crasta e a fonte monumental do claustro (de 1625), e a porta de madeira do pórtico (executada em 1686). No século XVIII, a igreja sofreu intervenções significativas, de que resultaram os ornatos de alvenaria e os arranjos nas absides, bem como na execução do presépio.
Após a extinção das ordens religiosas, em 1834, o mosteiro foi progressivamente votado ao abandono, entrando numa fase de dilapidação e de destruição do seu rico património que iria durar até quase aos meados do século XX. Ainda em 1910, a igreja foi vandalizada e roubada, tendo desaparecido azulejos, quadros e um pórtico que existiu na Casa do Capítulo. Nos anos 50 do século XX, o estado de degradação a que o conjunto chegara levou à substituição da cobertura abobadada da nave central pelo actual tecto de madeira. O órgão e a pedra de armas sobre o pórtico principal já haviam sido apeados, enquanto que o edifício anexo à igreja se encontrava transformado em vacaria. Desde então, o conjunto tem sido objecto de uma vasta intervenção de recuperação, que lhe procura restituir, tanto quanto possível, algumas das suas características originais.

## Arquitectura e Arte
A igreja segue a tipologia simplificada do gótico mendicante escalabitano, apresentando os volumes escalonados da cabeceira, de três capelas rectangulares, e das naves. A fachada poente é dividida em três panos divididos por contrafortes, reflectindo as três naves de diferentes alturas. O registo superior do pano central é rasgado pela rosácea. A fachada nascente contém o óculo da capela-mor e apresenta frestas nas absidais, sendo estas rasgadas por janelas quadrangulares. Na fachada norte, encontram-se adossados o claustro e a sala do capítulo. Finalmente, a fachada sul é rasgada por três estreitas frestas e pelo grande pórtico da igreja, inserido em gablete. Esta parede é corrida, a meia altura, por uma cachorrada de pedra, que encima uma arcada de nove vãos em arcos de volta perfeita sobre pilares de cantaria. O pórtico apresenta três arquivoltas góticas bem delineadas, arrancando de quatro colunas capitelizadas e de dois pilares de pedraria. Do lado direito da porta, ergue-se uma capela de invocação de Nossa Senhora da Piedade, hoje transformada em casa de arrecadações do mosteiro, que possui um abobadado de artesões firmados com rosetas nos fechos. À entrada do recinto conventual existe uma fonte antiga que possui, a preencher o nicho da espalda, uma imagem de pedra de S. Pedro, datada do século XV.

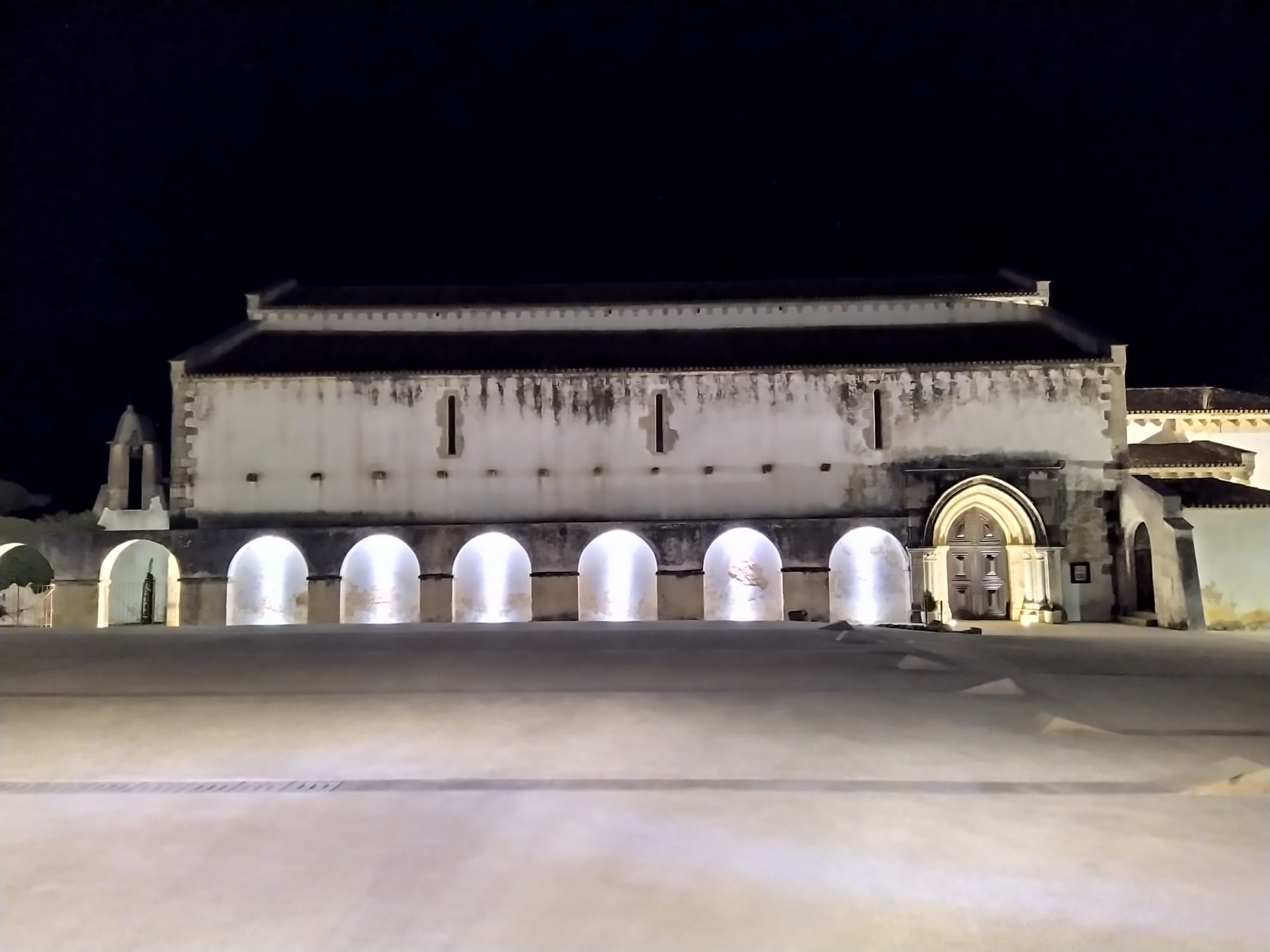
Santa Maria de Almoster

O interior da igreja é de três naves, com cinco tramos de arcos de ponta de lança arrancando de robustas colunas capitelizadas. O espaço interno do templo encontra-se dividido pela construção de um coro baixo maneirista, que separava a zona das religiosas da parte destinada aos leigos. A capela-mor está coberta por uma abóbada arrojada de cruzaria de ogivas e as duas absidíolas abrem para o corpo da igreja por arcos quebrados. As absides ainda mostram no exterior a típica cachorrada trecentista. Todo este interior encontra-se forrado de azulejos seiscentistas dos tipos padrão e tapete, azuis e amarelos, que se estendem às paredes das naves laterais, à absidíola direita, à capela-mor e ao tímpano, onde existe um quadro cerâmico embutido, no qual figura a Eucaristia. No parietal do lado da epístola, existem vários silhares embutidos, um dos quais representando Nossa Senhora do Rosário. A capela colateral do lado do evangelho possui restos de um revestimento cerâmico setecentista, de pintura azul sobre esmalte branco. Nas paredes da capela-mor existiram quatro painéis de madeira dos meados do século XVI, representando S. Bento e S. Bernardo, A Adoração dos Pastores, A Ressurreição e O Pentecostes, encontrando-se actualmente numa colecção privada de Lisboa.
Fronteiro à porta de acesso à igreja, encontra-se um altar decorado com um frontal azulejado do século XVII, de influência oriental, limitado por uma bordadura de floreados. Este altar, dedicado a S. João Baptista, merece ainda destaque pela talha barroca que o reveste, datada da mesma altura que as da capela absidal esquerda e da capela-mor. No antigo coro baixo, já desprovido do coro superior e do tabique do cadeiral, existem altares de talha dourada, parcialmente desprovidos das respectivas peças decorativas. O altar colateral esquerdo guarda uma escultura de madeira do século XIV, representando Cristo Crucificado. Neste altar de talha dourada, encontram-se ainda duas pinturas sobre tábua do final de quinhentos, representando S. João Evangelista e o Stabat Mater, que constituem obras do ciclo maneirista escalabitano. O altar oposto, dedicado a S. José, é também ornado de talha setecentista, de dourado um pouco sumido, enquadrando quatro pinturas sobre madeira igualmente do final do século XVI, representando cenas relativas ao padroeiro: O Sonho de S. José, A Fuga para o Egipto, O Menino entre os Doutores e A Morte de S. José, produções maneiristas escalabitanas com inspiração italiana. Na parede do coro baixo, do lado da epístola, merece destaque um altar de talha arruinado, com colunas salomónicas enquadrando quatro painéis de madeira, do mestre lisboeta Diogo Teixeira, representando A Apresentação da Virgem no Templo, A Apresentação do Menino no Templo, A Assunção da Virgem e O Nascimento da Virgem.
O conjunto conventual engloba dois claustros, encontrando-se o exterior muito arruinado. O claustro interior, designado como Claustro da Rainha Santa, corre o flanco da igreja e remonta aos princípios do século XIV. Os seus capitéis são decorados com motivos geométricos, antropomórficos e heráldicos. Na parede evidenciam-se ainda restos de três pinturas a fresco, possivelmente episódios da vida monacal dos séculos XVII ou XVIII. Neste lanço da crasta divisa-se, entre outras, a lápide seiscentista de D. Violante Gomes, a Pelicana. Neste claustro existe ainda uma fonte de embutidos rematada em pináculo, obra datada do tempo da abadessa D. Brites Mendonça. A Sala do Capítulo é corrida por um silhar de azulejos setecentistas, azuis e brancos do tipo jarras, servindo de dossel aos bancos. O pavimento desta sala é coberto por várias lajes sepulcrais de abadessas do mosteiro.